# Pentti Irjala
Pentti Irjala, född 23 september 1911 i Kemi, död 25 juni 1982, var en finländsk skådespelare.
Han tilldelades Pro Finlandia-medaljen 1972.
Han är begravd på Sandudds begravningsplats i Helsingfors.

## Filmografi (i urval)
- 1951 – Kvinnan bakom allt
- 1952 – Heta från Niskavuori
- 1953 – Så älskas de' i Savolax
- 1954 – Hilmadagen
- 1955 – Stockholm frestar
- 1955 – Okänd soldat
- 1955 – Säkkijärven polkka
- 1955 – Dockhandlaren och den vackra Lilith
- 1961 – Flickan och hatten
- 1962 – Farlig frihet
- 1967 – En arbetares dagbok
- 1979 – Natalia